# Андреевская церковь (Крым)
Андреевская церковь (также Ай-Эндрит, Ай-Андрит) — историческая церковь в Крыму (развалины), находившаяся у родника Ай-Эндрит на юго-восточном склоне массива Тырке на территории большой Алушты.
Расположен в лесу, примерно в 1,5 километрах к юго-западу от села Генеральское, в балке Ай-Андрит на высоте около 500 м над уровнем моря у одноимённого родника, на юго-восточном склоне возвышенности Карлича (Буюк-Карлича), близ древней дороги, соединявшей селения Улу-Узень и Демерджи. Представляет собой руины однонефной церкви с притвором, сооруженной над родником, вода которого по каптажной галерее выходит из портала под юго-восточной стеной храма. Общие размеры постройки в плане — примерно 4,5 на 10,0 м, (внутреннего пространства— 3,0 на 8,3 м).

## История
Поскольку храм подробно археологически не изучался, историки, по подъёмному материалу и внешним признакам, осторожно относят его к последней четверти XIII или второй половины 60-х годов XIV века. Строительство, видимо, было осуществлено жителями Улу-Узени и Куру-Узени. Место церкви относилось к северо-восточной части Готии (казалии de Megapotami). С 60—80-х годов XIV века территория была под контролем Каффы, а с конца 50-х годов XV века по 1475 год, видимо, управлялась представителями княжества Феодоро. Археологами выявлено наличие небольшого поселения возле храма, что, видимо, послужило причиной предположений о существовании здесь монастыря, научных доказательств существования которого пока нет. Время оставления храма, видимо, связано с выселением в Приазовье крымских христиан в 1778 году — церковь Ай-Эндри фигурирует в списке заброшенных храмов Бертье-Делагарда (2 целых, а 9 разорённых церквей числятся при Улу-Узени в разделе о числе церквей христианских в крымском полуострове целых и разрушенных — видимо, среди них и Андреевская церковь.

## Описания
Первое о церкви писал академик Егор Егорович Кёллер в своём «Донесении, представленном Императорской академии наук академиком Келером, о путешествии его в Крым», в котором предлагал поручить губернатору и крымским властям надзор за сохранением памятников, в том числе и развалины, называемые Эндри. О заброшенном монастыре Айндри, развалины которого состоят из нескольких стен, арок и каменных груд; на месте алтаря бьет обильный источник превосходной воды, писал Шарль Монтандон в своём «Путеводителе путешественника по Крыму, украшенный картами, планами, видами и виньетами…» 1833 года, в 1841 году церковь упоминал Пётр Кеппен. Мария Сосногорова в путеводителе 1871 года описывала храм
С версту от водопада есть остатки древней церкви св. Андрея, с обильным источником, бьющим из под алтаря... Татары называют это место монастырь Эндри.
Василий Христофорович Кондараки в «Универсальном описании Крыма» 1875 года упоминал фундаменты от церкви Ай-эндри (св. Андрея) с источником воды, выступающим из-под алтаря. В 1896 году на руинах храма побывал Арсений Маркевич, доложивший ученой комиссии
…урочuще Ай-Андрит, на гopе cpeдu пpeкpасногo леса, спycкающегoся с Демерджинской яйлы, с pазвалинами христианской церкви, из-под алтаря котopoй выходит Кypузеньская река. Церковь обращена на восток с aлтаpнoй абсидой; она весьма небольших, по обыкновению, pазмеров: внутри от входа до aлтарной пpeграды по четыре шага в длину и ширину. Вход обращает на себя внимание величественностью и красотою, а внутри церкви хорошо сохранились колонны: целая с правой стороны алтарной преграды и половина с левой, и при входе с правой стороны целая с капителью. Кроме входной двери — другая, в северной стене. С юго-восточной стороны церкви была какaя-тo пристройка; под церковью сложенный на извести свод, из-под которого бьет река Курузень. …более живописных и лучше сохранившихся развалин церкви я в Крыму не видел.
А уже на заседании ТУАК 19 октября 1911 года Арсений Маркевич докладывал, что у церкви рухнул свод, вероятно, вследствие споров крестьян-татар соседних деревень за воду источника. Развалины христианской церкви или монастыря св. Андрея упоминаются в «Путеводителе по Крыму» А. Я. Безчинского 1904 года: довольно хорошо сохранившиеся развалины христианской церкви или монастыря св. Андрея и в путеводителе К. Ю. Бумбера в 1914 года, отмечавшего, что весной 1913 года сравнительно хорошо сохранившиеся остатки церкви с тёсанными колоннами разобраны татарами. В 1911 году объект посетил геолог Пётр Двойченко и сделал несколько фотографий. В апреле 1913 года помощник Алуштинского городского старосты зафиксировал факт частичного разрушения остатков храма представителями общины селения Улу-Узень при попытке направить воды расположенного под ними родника к своим сельскохозяйственным угодьям. По этому поводу Таврическим вице-губернатором в адрес Ялтинского уездного исправника было направлено предписание о необходимости принятия мер к сохранению объекта — Улу-Узеньский староста дал подписку, что они обязуются следить за сохранностью руин. В путеводителе «Крым» 1929 года издания описывается состояние памятника
Несколько лет назад здесь еще оставался вход с колоннами из известнякового туфа, но сейчас церковь сильно разрушена и остались только 2 стены – южная, с аркой для воды, и восточная, остальные превращены в груду камней.
 В 1956 году экспедицией Олега Домбровского были проведены предварительные работы по исследованию храма, осуществлена зачистка руин, выполнено описание и фотографирование, начерчен план строения: сохранность стен местами превышала 2 м. Найдено большое количество фрагментов архитектурных деталей, обломки керамики и черепицы, датируемой XI—XII веком. В 1969 году объект взят на государственный учёт как архитектурно-археологический памятник «Храм Ай-Андрий X—XV вв. н. э.».